# Othelais affinis
Othelais affinis là một loài bọ cánh cứng trong họ Cerambycidae.